# 仲村宗悟
仲村 宗悟（なかむら しゅうご、1988年7月28日 - ）は、日本の男性声優、シンガーソングライター。沖縄県宜野湾市出身、アクロス エンタテインメント所属。レコードレーベルはLantis。

## 経歴
ミュージシャンを志し高校卒業後に上京。20歳で専門学校を卒業してから5年ほど、ライブハウスにて個人名義での音楽活動を行いながら、アルバイトや介護職で生計を立てる日々が続いた。声優を目指したきっかけは、共に音楽をやっている友人の舞台をよく見に行くうちに「自分だったらどのように演じるだろう?」と考えるようになったことである。
養成所R&A VOICE ACTORS ACADEMYを経て、2014年7月にアクロス エンタテインメントに準預かりとなった。当時、養成所の講師を務めていた岩田光央は、自著『声優道 死ぬまで「声」で食う極意』で仲村のことを「演技に対する向上心はもちろん、チャンスを絶対にモノにしようとする心構えを持っていた」と述べている。
2015年2月、『アイドルマスター SideM』天道輝役で26歳にて声優デビュー。
2019年3月9日、第13回声優アワード新人男優賞を受賞。
2019年7月28日、自身の31歳の誕生日にあわせて開催されたイベント「めんそ〜れ!仲村屋 公開収録Vol.5」にて、同年10月30日にランティスレーベルから発売のデビューシングル「Here comes The SUN」でアーティストデビューすることが発表された。同曲は自身が高嶋智樹役として出演したテレビアニメ『厨病激発ボーイ』のエンディング曲でもある。

## 人物・エピソード
4人兄弟の末子である。
ウルトラシリーズは幼少期に兄たちと一緒に『ウルトラセブン』などの少し古いウルトラマンを観ており、キングジョーが印象に残っているという。
小学生のころは身体が弱く泣き虫であったが、6年生の時に「このままだと将来、人生が楽しくなくなるのではないか？」と思い、中学校に上がるタイミングで、積極的に人に話しかけることを心がけるようになった結果、友人が増えて現在の明るい性格に変わっていった。歌うことが好きな家族に囲まれて育ったため、音楽はいつも身近にあるものだったという。自然な流れで自身も音楽に興味を持つようになり、中学3年生のころに父親のクラシックギターを譲り受け、ギターを弾くようになった。
中学時代の部活はハンドボール部、高校時代はバンドのギター&ボーカルを担当していた。特技はスポーツ、作曲、ギター、ボイスパーカッション。普通自動車免許とヘルパー二級の資格を持っている。趣味は食べること、ゲーム、絵を描くことなど。甲殻類アレルギーを持っているため、海老を食べることはできない。
心に留めている先輩からの指導に松岡禎丞からの言葉を挙げており、デビューして間もない頃に『アイドルマスター SideM』のアフレコで言葉の多いキャラを演じるのに苦戦し収録が居残りになった際に、松岡が仲村の収録が終わるまでブースで一緒に残ってくれたという。その時に松岡から『リテイクの一発目から120%まで振りきった方が良い。そこから少しづつ落としていけば、ゴールが見えてくる。』と言われ自身の芝居に影響を受けたと語っている。
イラストは、深海魚のブロブフィッシュを彷彿させる個性的な画風となっている。自身のライブやイベントでは、本人作のイラストのグッズを製作することも多い。
感情表現が豊かな歌唱が特徴的である。
パスピエの大胡田なつきとは上京した時からの友人。

## 出演
太字はメインキャラクター。

### テレビアニメ
2016年
- マギ シンドバッドの冒険（騎士D）

2017年
- アイドルマスター SideM（天道輝） - 1シリーズ + 特別編
- TSUKIPRO THE ANIMATION（2017年 - 2021年、久我壱星） - 2シリーズ

2018年
- ダメプリ ANIME CARAVAN（街の人A、従者、村人A、兵士、村人B）
- たくのみ。（東京人B）
- ちおちゃんの通学路（ゲームの男キャラA〈ユズ〉）
- ぐらんぶる（店員）
- アイドルマスター SideM 理由あってMini!（天道輝）
- ゾンビランドサガ（新人）

2019年
- 消滅都市（黒コート）
- 厨病激発ボーイ（高嶋智樹）

2020年
- 『ヒプノシスマイク -Division Rap Battle-』Rhyme Anima（蟒蛇銀蛇）
- 戦翼のシグルドリーヴァ（池目・爽）

2021年
- 東京リベンジャーズ（少年A）
- 100万の命の上に俺は立っている（シーカス、島民、友人、兵士）
- 鬼滅の刃（2021年 - 2023年）- 3シリーズ

2022年
- 王子の本命は悪役令嬢（スピカ・ディアフェル） - オンエア版
- 越後幕府（沼垂）
- マッドトイチャッティ（チャッティ）
- ブルーロック（2022年 - 2024年、我牙丸吟） - 2シリーズ
- お昼のショッカーさん（ゴーラスホワイト）

2023年
- 氷属性男子とクールな同僚女子（火鳥くん）
- 永久少年 Eternal Boys（小鳥遊賢人）
- Opus.COLORs（織堂優一）
- 柚木さんちの四兄弟。（宮本）

2024年
- 七つの大罪 黙示録の四騎士（ジェイド） - 2シリーズ

2025年
- 沖縄で好きになった子が方言すぎてツラすぎる（上間天介）
- ゴリラの神から加護された令嬢は王立騎士団で可愛がられる（アーシェント・アードラー）

- ネコこのゴロ〜天下統一編〜（ネコ又兵衛  [38]）

### 劇場アニメ
- 劇場版 鬼滅の刃 無限列車編（2020年[39]）
- 特『刀剣乱舞-花丸-』～雪月花～（月ノ巻・華ノ巻）（2022年、北谷菜切[40]）
- THE FIRST SLAM DUNK（2022年、宮城リョータ[41]）
- 永久少年 Eternal Boys NEXT STAGE（2023年、小鳥遊賢人[42]）
- 劇場版ブルーロック -EPISODE 凪-（2024年、我牙丸吟）

### OVA
- ストライク・ザ・ブラッド II（2016年、警備員、男性A）

### Webアニメ
- 宇宙ネコ マードックの冒険（2016年、働き蟻）
- Fastening Days 2（2016年、ピザ屋）
- ブルーロック あでぃしょなる・たいむ!（2022年、我牙丸吟）

### ゲーム
2015年
- アイドルマスターシリーズ（2015年 - 2025年、天道輝） - 5作品
- ヴァリアントナイツ（フランケン＝シュタイナー）
- グランブルーファンタジー（天道輝）
- ぷよぷよ!!クエスト（2015年 - 2018年、ヘド、ホウライ）
- ポイッとヒーロー（ヒルデブラント、ファビアン）

2016年
- 三国志ものがたり（姜維）
- 雷子 -紺碧の章-（范蠡）
- 幻塔戦記グリフォン（男性ボイス3）
- VIIDOG CODE（鈴森匠)
- 刻のイシュタリア（2016年 - 2019年、ヒコボシ、ウォッカ、フーディーニ）
- ドラゴンジェネシス-聖戦の絆-（ルキフグス）
- 消滅都市2（黒コート2）

2017年
- オルタンシア・サーガ -蒼の騎士団-（バルザック、ディミトリ）
- 茜さすセカイでキミと詠う（千利休）
- ツキノパーク（久我壱星）
- ツキノパラダイス（久我壱星）
- V!勇者のくせになまいきだR（剣士）
- クイズRPG 魔法使いと黒猫のウィズ（マドロック）

2018年
- 武器よさらば（ヒガン）
- CARAVAN STORIES（サーヴェイン）
- 魔界王子と魅惑のナイトメア（リオ・ルゼル王子）
- 実況パワフルプロ野球2018（出井田文飛）
- Caligula Overdose -カリギュラ オーバードーズ-（Stork）
- アトリエオンライン 〜ブレセイルの錬金術士〜（タンドリオン）
- ぷよぷよeスポーツ（ヘド、ホウライ）
- オンエア!（天神陽人）
- 三極ジャスティス（本田凱）
- ファイトリーグ（ラヴィ・ヒーリング）

2019年
- ホッピングガールこはねジャンピングキングダム-黒兎の姫-（トビオ）
- 東京コンセプション（鬼童丸シズマ）
- 刀剣乱舞-ONLINE-（北谷菜切）
- 刻のイシュタリア（フーディーニ）
- テイルズ オブ アスタリア（天道輝）
- 錬神のアストラル（セバスチャン・モラン）

2020年
- サンクタス戦記-GYEE-（嵐、泉）
- 消滅都市0.（マコト）
- Shadowverse（オネストシーフ、ウィングメッセンジャー、形成の魔術師）
- ポケモンマスターズ / EX（2020年 - 2023年、リュウキ）
- 共闘ことばRPG コトダマン（セーヌ・アルパン、レアメタラー、ダンラマンユ）

2021年
- グランサガ（ロアム）

2022年
- テクノロイド ユニゾンハート（ジン）
- ワールドフリッパー（オーネスト）
- アイドリッシュセブン（十蒼太郎）
- エターナルツリー（バル）

2023年
- 永久少年Side Project -トワイライトなスピカ-（小鳥遊賢人）
- 恋花幕明録（斎藤一）
- 福まる堂～手のひらの恋物語～（百瀬茉宙）

2024年
- ブレイクマイケース（神家）
- みんなで早押しクイズ（No1）

### ドラマCD
2015年
- THE IDOLM@STER SideM ST@RTING LINE（天道輝）
  - 01 Jupiter
  - 02 DRAMATIC STARS
  - 15 Legenders

2016年
- オトノネ。（律）
- 「めんそ〜れ!仲村屋」シチュエーションドラマCD Vol.1・2・3
- SolidS「ドラマ2巻 -Two of a kind.-」（久我壱星）

2018年
- 恋するシェアハウス〜Which do you choose?〜（須田大和）
- QUELLドラマ1巻〜3巻（久我壱星）

2019年
- Momotroop「音戯の譜〜CHRONICLE〜　Liberty」（モモセ）

2021年
- THE IDOLM@STER SideM NEW STAGE EPISODE（天道輝）
  - 11 FRAME
  - 12 DRAMATIC STARS

- GOALOUS5 MISSION：GO5 ボイスドラマ vol.01〜vol.03（白鷹光牙）
- アオペラ -aoppella!?- vol.1〜vol.4（深海ふかみ）
- Live us vol.1〜vol.6（明実裕）

2022年
- #となりの男の子1巻～2巻（夏石蛍）

2023年
- URADOL Stage/opening（夏原唯士）

### 朗読CD
- 朗読喫茶 噺の籠（2022年[73]） - 芥川龍之介（トロッコ、芋粥）

### BLCD
2016年
- まほろばデイズ（結崎景太郎）
- 恋とはバカであることだ（男子学生）

2017年
- 恋するインテリジェンス 2（男性分析官1）
- リア充の俺が、陰キャラの下僕になった話する?（乾智海）
- ようこそ!BL研究クラブへ（受け生徒・その他）
- なつめくんはなんでもしってる（男子生徒）
- ヤリチン☆ビッチ部 2
- 春風のエトランゼ 1（和田）

2018年
- 好物はこっそりかくして腹のなか（ラグドール）

2019年
- 本日もペット日和2　浦垣康太の場合（浦垣康太）
- ハローモーニングスター（ユキ）

### オーディオドラマ
- アイドルマスター SideM「315 PASSION CONTENTS」（2023年、天道輝） - 4作品[一覧 7]
- YOMIBITO MAGAZINE<ヨミビト マガジン> vol.9～仲村宗悟 （朗読音声「宮沢賢治・よだかの星」）（2024年）

### 吹き替え
映画
- mid90s ミッドナインティーズ（2021年、ファックシット〈オーラ・プレナット〉）
- ハッピーウェディング 幸せの法則（2021年、エド〈アレックス・サンボーン〉）
- シンデレラ 3つの願い（2023年、王子〈センジス・アル〉）
- ヴィーガンズ・ハム（2023年、リュカ〈ヴィクトール・ムートレ〉）
- シャーク・ド・フランス（2023年、ベルナール）
- ダーク・ハーヴェスト（2023年、リッチー・シェパード〈ケイシー・ライツ〉）
- ツイスターズ（2024年、プラビーン〈ニック・ドダニ〉）
- タロット 死を告げるカード（2024年、ルーカス〈ウォルフガング・ノヴォグラッツ〉）

ドラマ
- ファインド・ミー 〜パリでタイムトラベル〜（2020年 - 2021年、フランク〈シーン・オグ・ケアンズ〉） - 2シリーズ
- 愛はビューティフル、人生はワンダフル（2022年、カン・シウォル〈イ・テソン〉）
- The Sinner -隠された理由- シーズン4:パーシー（2022年、CJ・ラム〈デヴィッド・ヒュン〉）
- 哲仁王后〜俺がクイーン!?（2022年、チャン・ボンファン〈チェ・ジニョク〉）
- FBI: 特別捜査班 シーズン4 - #10 新しい家族（2023年、ジャマル・カーター〈ダンテ・ブラウン〉）
- 配達人 〜終末の救世主〜（2023年、サウォル〈カン・ユソク〉）
- 目覚めたら3人の彼氏（2023年、ジフ〈ムン・ジフ〉）
- ギャップ・ザ・シリーズ（2024年、カーク〈アサワリット・ピニットカンチャナパン（Heng）〉）

### 特撮
- ウルトラギャラクシーファイト 運命の衝突（2022年、ウルトラマンレグロスの声[85]）
- ウルトラマンレグロス（2023年、ウルトラマンレグロスの声[86]） - 2作品[一覧 8]

### ラジオドラマ
- 私立アリエン学園.net（北斗星二）[87]
- 山口勝平の殿様ラジオでGO!（照井太郎高直）[88]
- ガーゴイル・ガール（レン）（2018年 - 2020年、bayfm）
- 元禄アリエン事件帖（犬子千代童丸）（2019年）
- マギカルト（来栖アラト）（2019年 - 2020年、ラジオ関西）[89]
- NHKオーディオドラマ 青春アドベンチャー「ウィッグ取ったらただの人」（2020年、NHK-FM）[90]
- マギカルト芸術祭編（来栖アラト）（2021年、ラジオ関西）
- マギカルトseason3ライバル編（来栖アラト）（2022年、ラジオ関西）
- ルーヴル美術館展 開催記念 連続ラジオドラマ『監視員しおりは座らない 〜愛とはなんだ？〜』（2023年、ニッポン放送）
- 「ダヤンと霧の竜」（コリオリの目）（2023年、ABCラジオ）

### デジタルコミック
- お前は俺を殺す気か（2017年、芝[91][92]）
- ZOmbiesTEIN（2023年、ハリオ・ハルハート[93]）
- 発情ネオンサイン（2023年、達狼[94]）
- SIX-推しと私のディスタンス-（2024年、天春あかり）

### ラジオ
※はインターネット配信。
- アイドルマスター SideM ラジオ 315プロNight!（2015年 - 2016年・2017年・2020年・2021年、ニコニコ生放送※）[95]
- 月刊 新・男前通信4月号〜月刊 仲村宗悟（2016年、文化放送モバイルplus※）[96]
- ラジカル NEO ナイト それいけ!アニソンバカ一代[97]（2016年 - 2017年、Radio NEO） - 箱番組「SKY’S QUARTET」に出演
- 仲村宗悟のあなたの知らない沖縄のセカイ（2017年、マンガPark※）
- SKY’S QUARTET（2017年 ‐ 2018年、Radio NEO）
- MOZAIKU NIGHT（2018年 - 2020年、bayfm） - 火曜パーソナリティ
- 仲村宗悟・Machicoのらくおん（2018年 - 2022年、FRESH! 響チャンネル※[98]・ニコニコ生放送※）
- 帆世・宗悟のアダルトボーイ（2019年 ‐ 2020年、超!A&G+※）
- 鷲崎健のヨルナイト×ヨルナイト（2019年、超!A&G+※） - 2019年11月度 月曜マンスリーアシスタント
- 声優NOTE（2019年、JFN※） - 2019年10〜12月メインパーソナリティ
- 宗悟ズ Neighborhood（2020年 - 2022年、bayfm）
- 仲村宗悟・Machicoの月曜、空いてますか?（2022年 - 、ニコニコチャンネルプラス※[99]）

### ナレーション
- 「マジすか学園5」DVD発売直前!本気で裏側見せますSP（2016年1月25日、日本テレビ）
- ディズニープリンセスハロウィーンパーティー2021（2021年10月23日）
- FIFA ワールドカップ64 #5 三笘のドリブルで世界を攻略SP（2022年9月25日、テレビ朝日）
- NHKスペシャル「超・人手不足時代〜危機を乗り越えるには〜」（2023年10月21日、NHK総合）
- 世界おもヤバいネタ大集結!（全8話）（2023年12月30日、ナショナルジオグラフィック）
- RBC創立70周年特別番組「鍾乳石に埋もれた古代人骨の謎を追え～よみがえる空白の1万年～」（2024年5月1日、琉球放送）
- news zero「難病を公表 バスケットボール日本代表」（2024年6月5日、日本テレビ）
- news zero「もずくで人生を変える」（2024年6月28日、日本テレビ）
- アオペラ -aoppella!?- J-POPカバー楽曲特集SP！（2024年10月2日、TOKYO MX）
- 必殺！サバイバル戦法：野生の秘奥義（全6話）（2024年11月7日、ナショナルジオグラフィック）

### テレビ番組
※はインターネット配信。

#### レギュラー
- モテ福（2015年 - 2018年、テレビ埼玉 他） - 野菜仕入れ担当シューゴ、シバマルの声、Bボーイズラブラザーズ 石田 役
- アクロス一枚岩魂（2015年 - 、SHOWROOM※）[100][101]
- めんそ〜れ!仲村屋（2015年 - 、ニコニコ生放送※）[102]
- カオスパイ（2018年、テレビ埼玉 他） - アルテミス、お姉さんの声、もんた（ミノタウロス）の声、シューゴの声 役[103]
- 大河・仲村のゲームインドアダービー（2018年 - 2019年、Rakuten TV※）
- 占い男子（2019年 - 、ニコニコ動画※）
- GOALOUS5（2019年 - 、YouTube、ニコニコ動画※）
- 声優と夜あそび（2020年 - 2025年、ABEMA※） - 2020年 月曜・2021年 WEEKEND・2022年 金曜・2023年 コネクト・2024年 土曜
- オーイシ×仲村の想い出アニソン同好会（2020年 - 、YouTube・ニコニコ動画※）[104]
- 沢城千春 仲村宗悟 山中拓也のメゾン・ド・カオス（2021年 - 、YouTube・ニコニコ動画※）[105]
- 声優に丸なげ！（2024年、CBCテレビ・BS11）[106]
- SHIBUYA ANIME BASE（2025年 - 、ABEMA※）[107]

##### 音楽番組
- NAOMIの部屋「#12 アニメソング特集」（2017年11月19日、NHK総合） - DRAMATIC STARSとしてトークパート、歌唱パートにゲスト出演
- アニソンラバーズ（2019年10月20日、BSフジ 他） - 「アニラ場」コーナーにゲスト出演
- アニソン!プレミアム!（NHK BSプレミアム）
  - 2019年11月10日 - スタジオゲスト出演、「Here comes The SUN」歌唱
  - 2021年2月14日 - スタジオゲスト出演、「Here comes The SUN」「JUMP」歌唱
- Love music（2020年1月13日、フジテレビ） - 「新春Love musicプロモーション大会」コーナー出演
- Anison Days（2021年2月5日、BS11） - 「カサブタ」「JUMP」歌唱
- Tune（フジテレビ）
  - 2021年7月22日 - 「ナチュラル」歌唱
  - 2021年7月29日 - 「僕なりのラブソング」歌唱
- BREAK OUT （2021年7月28日、テレビ朝日）
- バズリズム02（2021年8月27日、日本テレビ） - 「ナチュラル」歌唱
- musicる TV（2022年11月14日、テレビ朝日）
- アニメノウタ（TOKYO MX）
  - 2023年1月6日 - 「WINNER」歌唱
  - 2023年1月13日 - 「fist of hope」歌唱

#### その他
- アニメ「アイドルマスター SideM」放送記念SP St＠rting Ceremony（2017年9月23日、TOKYO MX 他）
- ボドゲであそぼ（2018年7月11日、TOKYO MX 他） - 第2回に八代拓とゲスト出演
- 笑アニさまがやってくる!（2018年7月16日、NHK総合）
- M-ON! SPECIAL「仲村宗悟」〜Here comes The SUN〜（2019年11月1日、MUSIC ON! TV）
- アニサマ2019 放送直前SP（2019年12月1日、NHK総合） - 逢田梨香子と共に司会
- お願い!ランキング（2020年2月7日、テレビ朝日） - 大橋彩香とゲスト出演
- スッキリ（日本テレビ）
  - 2020年3月2日〜31日 - 3月テーマソング「カラフル」
  - 2021年7月1日〜30日 - 7月テーマソング「ナチュラル」
- ズームイン!!サタデー（2020年3月7日、日本テレビ） - 「スナックモッチー」コーナーゲスト出演
- オールナイト声優フジ -ALLNIGHT SAY YOU FUJI-（2021年1月23日、2022年1月22日、フジテレビTWO）
- セイユウlog!仲村宗悟「JUMP」スペシャル（2021年2月14日、SPACE SHOWER TV Plus）
- スペシャプラス!precious STAGE -仲村宗悟-（2021年2月20日、SPACE SHOWER TV Plus / 2021年2月23日、BSスカパー!）
- 痛快TV スカッとジャパン（2021年6月7日、フジテレビ） - 「神ボイススカッと」コーナー出演[108]
- M-ON! SPECIAL「仲村宗悟」〜NATURAL／壊れた世界の秒針は〜（2021年7月28日、MUSIC ON! TV）
- あつまれ!クラウド倶楽部（2021年8月21日、BS日テレ）[109]
- 仲村宗悟 1st LIVE TOUR 〜NATURAL〜フジテレビ特別版（2022年1月23日、フジテレビTWO）
- 踊る!さんま御殿!!華麗なる転身!セカンドキャリア有名人SP（2023年3月7日、日本テレビ）
- おはスタ（2023年4月10日、4月23日、テレビ東京）
- 実況×解説!ざわつきバラエティ 声優育成委員会（2023年、BSフジ）
- Kiramuneカンパニー #87（2023年7月14日、29日、フジテレビNEXT、フジテレビTWO）

### ドラマ
テレビドラマ
- 推しの王子様（2021年、三上悠太）
- ぼさにまる（2023年、こたろう(CV)）

### 映画
- キリエのうた（2023年、劇中曲「Lazy」歌唱）

### 映像商品
- アイドルマスター SideM シリーズ
  - THE IDOLM@STER SideM 1st STAGE 〜ST@RTING!〜（2016年）
  - THE IDOLM@STER SideM 2nd STAGE 〜ORIGIN@L STARS〜（2017年）
  - THE IDOLM@STER SideM GREETING TOUR 2017 〜BEYOND THE DREAM〜（2018年）
  - THE IDOLM@STER SideM 3rdLIVE TOUR 〜GLORIOUS ST@GE!〜 （Side MAKUHARI）（2018年）
  - THE IDOLM@STER SideM Five-St@r Party!!（2018年）
  - THE IDOLM@STER SideM 3rdLIVE TOUR 〜GLORIOUS ST@GE!〜 （Side SHIZUOKA）（2019年）
  - THE IDOLM@STER SideM PRODUCER MEETING 315 SP@RKLING TIME WITH ALL!!! （2019年）
  - THE IDOLM@STER SideM 4th STAGE 〜TRE@SURE GATE〜（2019年）
  - バンダイナムコエンターテインメントフェスティバル（2020年）
  - THE IDOLM@STER SideM PRODUCER MEETING WELCOME TO PLEASURE 315 G@RDEN!!!（2021年）
  - THE IDOLM@STER SideM 6thLIVE TOUR 〜NEXT DESTIN@TION!〜（Side TOKYO）（2022年）
  - THE IDOLM@STER SideM PRODUCER MEETING 315 BE@T OF PASSION FESTIVAL!!!（2022年）
  - THE IDOLM@STER SideM 6thLIVE TOUR ～NEXT DESTIN@TION!～（Side HOKKAIDO）（2023年）
  - THE IDOLM@STER SideM 7th STAGE ～GROW & GLOW～ SUNLIGHT SIGN@L（2023年）
  - THE IDOLM@STER M@STERS OF IDOL WORLD!!!!! 2023（2023年）
- ツキプロ シリーズ
  - S.Q.P -SQ PARTY 2017 SUMMER-（2017年）
  - ツキプロch. シーズン2 Vol.1 - 4（2017年）
  - ツキプロ祭・冬の陣 夜の部:そりくべ祭（2017年）
  - TSUKIPRO LIVE 2018 SUMMER CARNIVAL（2019年）
  - S.Q.P Ver.OUELL（2020年）
  - TSUKIPRO LIVE 2022 WINTER CARNIVAL（2022年）
- Animelo Summer Live
  - Animelo Summer Live 2017-THE CARD- 8.27（2018年、アイドルマスター SideM名義で出演）
  - Animelo Summer Live 2018“OK!” 08.25（2019年、アイドルマスター SideM名義で出演）
  - Animelo Summer Live 2019 -STORY- DAY2（2020年、アイドルマスター SideM名義で出演）
  - Animelo Summer Live 2021 -COLORS- 8.29（2022年、仲村宗悟個人名義で出演）
  - Animelo Summer Live 2022 -Sparkle- DAY1（2023年、仲村宗悟個人名義で出演）
  - Animelo Summer Live 2023 -AXEL- DAY2（2024年、仲村宗悟個人名義で出演）
- Original Entertainment Paradise -おれパラ-
  - Original Entertainment Paradise -おれパラ- 2019 〜WA!!!!〜（2020年）
  - おれパラ 2020 Blu-ray 〜ORE!!SUMMER2020〜&Original Entertainment Paradise -おれパラ- 2020 Be with〜（2021年）
- AD-LIVE(アドリブ)
  - 「AD-LIVE ZERO」第3巻（仲村宗悟×森久保祥太郎、2020年）
  - 「AD-LIVE 2020」第5巻（木村昴×仲村宗悟、2021年）
- つまみは塩だけ
  - 「つまみは塩だけの宴in東京2019」（2020年）
  - 「東京ロケ・たき火編 2021」（2021年）
  - 「つまみは塩だけの宴in東京2023」（2024年）
- 人狼バトル シリーズ
  - 人狼バトル〜人狼VS魔法使い〜（2017年）
  - 人狼バトル lies and the truth 2018 JUNE〜人狼VS怪盗〜（2018年）
  - 人狼バトル〜人狼VSスパイ〜（2018年）
  - 人狼バトル lies and the truth 2019 FEBRUARY〜人狼VS海賊〜（2019年）
  - 人狼バトル lies and the truth 2019 August〜人狼VSエクソシスト〜（2020年）
- FUTSAL声優 シリーズ
  - FUTSAL声優Section 1（2019年）
  - FUTSAL声優 2019 SEPTEMBER（2020年）
- GOALOUS5
  - 声福大作戦〜2019&2020〜（2022年）
  - GOALOUS CAMP 2022（2022年）
  - 声福大作戦〜祝★三周年!進めゴーラス!〜（2023年）
  - 声福大作戦〜LIVE&READING～（2023年）
  - GOALOUS5 GOALOUS Training 2023（2023年）
- めんそ〜れ!仲村屋
  - めんそ〜れ!仲村屋 Vol.1 〜沖縄の旅〜（2018年）
  - めんそ〜れ!仲村屋 Vol.2 〜グアムの旅〜（2020年）
- 個人名義ワンマンライブ
  - 「SHUGO NAKAMURA 1st LIVE TOUR ~NATURAL~」（2022年）
  - 「SHUGO NAKAMURA 2nd LIVE TOUR ～+ING～」（2023年）
  - 「SHUGO NAKAMURA 3rd LIVE TOUR ～NOISE～」（2024年）
- モテ福5 - 7（2016年、2017年、2018年）
- ACROSS FESTA!!8.322+0.001 ANNIVERSARY（2017年）
- 西山宏太朗の健やかな僕ら 2、3（2017年）
- フブラジDVD「なうON AIR〜仲村宗悟の陣」（2018年）
- 声優ボウリングランプリ（2018年）[110]
- さんたく1st annivBOX taku-etsu〜俺らやってんな〜（仲村宗悟&熊谷健太郎の『チムドンドンラジオ THE MOVIE』収録）（2018年）
- ボドゲであそぼ 1（2018年）
- 大河・仲村のゲームインドアダービー（2019年）
- 声優百年食堂 第1巻 埼玉編（2019年）[111]
- Disney 声の王子様 Voice Stars Dream Live 2021（2021年）
- 「最遊記FESTA 2022～陰(かげ）も、陽（ひかり）も～」（2022年）
- 『TALKING STAND MORINOTH 社員旅行 北海道編』（2023年）
- 声優に丸なげ！ VOL.4（2024年）[112]

### 朗読劇
- おとうさんはモーツァルト（2015年3月22日[113]） - ゼルハザ 役
- カナタ アナザー公演「カナタNEXT」（2016年2月27日・28日[114]）
- 「カナタNEXT トークセッションNIGHT」（2016年11月19日・20日[115]）
- ロウドキエ『HYPNAGOGIA〜ヒプナゴギア〜』（2017年2月2日・3日[116]）
- ＜LOVE×LETTERS＞（2018年3月10日・11日）
- 声の優れた俳優によるドラマリーディング日本文学名作選vol.6「舞姫事件 -鴎外輪舞曲-」（2018年4月15日）
- KOBE VOICE THEATER 探偵男子=第3夜=「俺はお前のパパじゃない」（2018年9月22日）
- さんたく!!!朗読部第一回公演『羊たちの標本』（2019年3月2日・3日、東京芸術センター 天空劇場）
- 声優朗読劇フォアレーゼン
  - 稲沢公演「本当はあぶないモーツァルト」（2019年7月6日、名古屋文理大学文化フォーラム）
  - 美濃加茂公演「本当はあぶないモーツァルト」（2019年9月22日、美濃加茂市文化会館）
  - 小山公演「関ヶ原戦記異聞」（2020年2月9日、小山市立文化センター）
- リモート配信劇場「うち劇」『巡り巡るKISSの物語』（2020年8月9日、ライブ配信）
- カナタ10周年記念公演『あぶな絵、あぶり声〜祭〜』（2020年10月22日、横浜LANDMARK HALL）
- 声のプロフェッショナルが奏でるリーディングシェイクスピア『マクベス』（2020年12月5日、サンシャイン劇場）
- READING MUSEUM 「後宮衛士隊」（2023年1月21日、サンシャイン劇場）
- 音楽朗読劇「四月は君の嘘」（2023年4月1日、飛行船シアター、夜公演） - 有馬公生 役
- リーディングシアター「四つの署名」（2023年8月4日、サンシャイン劇場） - ワトソン 役
- 江戸川乱歩朗読劇 幻調乱歩2『自決スル幼魚永久機関』（2023年9月30日、イイノホール） - 明智小五郎 役
- Nのために（2023年10月14日、山野ホール） - 安藤望 役[117]
- 朗読劇「探偵ガリレオ」（2024年5月18日、EBiS303） - 草薙俊平 役
- 岩井秀人（WARE）プロデュース『いきなり本読み！Voices』（2025年8月7日〈予定〉、草月ホール）[118]
- こえかぶ 朗読で楽しむ歌舞伎〜梅と松と桜〜篇（2025年8月9日〈予定〉、三越劇場）[119]

### 舞台
- フスプ Vol.1 よろず屋オールトレーズ（2017年1月28日） - 日替わりゲスト[120]
- 大井町クリームソーダPresents VOL.11"STORY!"「巡愛奇譚」（2018年6月22日 - 24日、シアターグリーン）[121]
- AD-LIVE ZERO（仲村宗悟×森久保祥太郎）（2019年9月21日、幕張国際研修センター）[122]
- AD-LIVE 2020（木村昴×仲村宗悟）（2020年10月24日）[123]
- 劇団ヘロヘロQカムパニー「立て!マジンガーZ!!」（2022年12月1日・2日、こくみん共済 coop ホール／スペース・ゼロ） - 日替わりゲスト[124]

### その他コンテンツ
- ガチバーン映画祭公式サポーター（2016年 - ）
- 食育レボリューション（2017年、黒砂哲郎[125]）
- 音戯の譜〜CHRONICLE〜（2017年 - 、モモセ）
- 王様ジャングル国歌（2018年）
- シチュカレ（2018年、涼）
- MILGRAM -ミルグラム-（2020年 - 、シドウ〈桐崎獅童〉[126]）
- Dragon's Bite 〜龍王ノ宴〜（2020年 - 2022年、張遼[127]）
- アオペラ -aoppella!?-（2021年 - 、深海ふかみ[128]）
- ようこそ妄想営業部へ❤（2021年 - 2023年、仲村シューゴ）
- メゾン ハンダース（2021年 - 2022年、折川悠李[129]）
- Live us（2021年 - 、明実裕[130]）
- スターリィパレット（2021年 - 、北条翼）
- マガツノート（2022年 - 2024年、清正[131]）
- HeavenlyHelly（2022年 - 、ラカス[132]）
- sugar sound（2022年 - 、小鳥遊大我）
- 『月が浮かぶ川』PV（2023年、オン・ダル[133]）
- ボイレピ♪ 朝ごはん #38 仲村宗悟さんの声で作る「納豆としらすのおやき」（2023年）[134]
- 未完成シアノタイプ（2023年 - 、横浜成海）
- サンリオキャラクター フラガリアメモリーズ（2023年 ‐ 、サナー[135]）

## ディスコグラフィ

### シングル
|            | 発売日         | タイトル           | 規格品番   | 規格品番   | オリコン 最高位 |
| 初回限定盤 | 発売日         | タイトル           | 通常盤     |            | オリコン 最高位 |
| ---------- | -------------- | ------------------ | ---------- | ---------- | --------------- |
| 1st        | 2019年10月30日 | Here comes The SUN | LACM-34946 | LACM-14946 | 11位            |
| 2nd        | 2020年3月11日  | カラフル           | LACM-34977 | LACM-14977 | 10位            |
| 3rd        | 2021年2月10日  | JUMP               | LACM-34013 | LACM-24013 | 13位            |
| 4th        | 2021年7月28日  | 壊れた世界の秒針は | LACM-34138 | LACM-24138 | 15位            |
| 5th        | 2022年1月26日  | 流転               | LACM-34226 | LACM-24226 | 11位            |
| 6th        | 2022年11月16日 | WINNER             | LACM-34319 | LACM-24319 | 21位            |
| 7th        | 2023年3月29日  | fist of hope       | LACM-34333 | LACM-24333 | 25位            |
| 8th        | 2025年4月23日  | イルミネイト       | LACM-34693 | LACM-24693 |                 |

### デジタルシングル
| 発売日         | タイトル                                 | 規格品番 |
| -------------- | ---------------------------------------- | -------- |
| 2020年11月18日 | Oh No!!                                  | LZC-1768 |
| 2021年7月2日   | ナチュラル                               |          |
| 2022年8月12日  | 夜あそびしようぜ / 森久保祥太郎&仲村宗悟 |          |
| 2022年11月23日 | リライト - from CrosSing                 |          |
| 2023年9月17日  | NOTE                                     |          |

### アルバム
|            | 発売日         | タイトル | 規格品番   | 規格品番   | オリコン 最高位 |
| 初回限定盤 | 発売日         | タイトル | 通常盤     |            | オリコン 最高位 |
| ---------- | -------------- | -------- | ---------- | ---------- | --------------- |
| 1st        | 2021年7月28日  | NATURAL  | LACA-35830 | LACA-15830 | 16位            |
| 2nd        | 2023年12月13日 | 変身     | LACA-35074 | LACA-25074 | 25位            |
| 3rd        | 2024年10月30日 | carVe    | LACA-35130 | LACA-25130 | 32位            |

### タイアップ曲
| 楽曲               | タイアップ                                                                               | 時期   |
| ------------------ | ---------------------------------------------------------------------------------------- | ------ |
| Here comes The SUN | テレビアニメ『厨病激発ボーイ』エンディングテーマ                                         | 2019年 |
| カラフル           | 日本テレビ系列『スッキリ』2020年3月度エンディングテーマ                                  | 2020年 |
| JUMP               | テレビアニメ『スケートリーディング☆スターズ』エンディングテーマ                          | 2021年 |
| 壊れた世界の秒針は | テレビアニメ『RE-MAIN』エンディングテーマ                                                | 2021年 |
| ナチュラル         | 日本テレビ系列『スッキリ』2021年7月度エンディングテーマ                                  | 2021年 |
| 流転               | テレビアニメ『最遊記RELOAD -ZEROIN-』エンディングテーマ                                  | 2022年 |
| WINNER             | テレビアニメ『ブルーロック』エンディングテーマ                                           | 2022年 |
| fist of hope       | 特撮Webドラマ『ウルトラマンレグロス』主題歌                                              | 2023年 |
| イルミネイト       | テレビアニメ『ゴリラの神から加護された令嬢は王立騎士団で可愛がられる』オープニングテーマ | 2025年 |

### キャラクターソング
| 発売日         | 商品名                                                                                           | 歌 | 楽曲                                                                      | 備考                                                                                         |
| -------------- | ------------------------------------------------------------------------------------------------ | --- | ------------------------------------------------------------------------- | -------------------------------------------------------------------------------------------- |
| 2015年4月15日  | THE IDOLM@STER SideM ST@RTING LINE -02 DRAMATIC STARS                                            | DRAMATIC STARS | 「STARLIGHT CELEBRATE!」 「DRAMATIC NONFICTION」 「DRIVE A LIVE」         | ゲーム『アイドルマスター SideM』関連曲                                                       |
| 2016年7月13日  | THE IDOLM@STER SideM 2nd ANNIVERSARY DISC 01 DRAMATIC STARS & High×Joker                         | DRAMATIC STARS、High×Joker | 「夜空を煌めく星のように」                                                | ゲーム『アイドルマスター SideM』関連曲                                                       |
| 2016年7月13日  | THE IDOLM@STER SideM 2nd ANNIVERSARY DISC 01 DRAMATIC STARS & High×Joker                         | DRAMATIC STARS | 「MOON NIGHTのせいにして」                                                | ゲーム『アイドルマスター SideM』関連曲                                                       |
| 2016年10月28日 | SolidSシリーズ QUELL「BELIEVER -祈り-」                                                          | QUELL | 「BELIEVER〜祈り〜」 「時を越えて」 「HIKARI」                            | 『SQ』関連曲                                                                                 |
| 2016年11月16日 | THE IDOLM@STER SideM ORIGIN@L PIECES 01                                                          | 天道輝（仲村宗悟） | 「THE FIRST STAR」                                                        | ゲーム『アイドルマスター SideM』関連曲                                                       |
| 2017年2月1日   | Beyond The Dream                                                                                 | 315プロダクション所属アイドル | 「Beyond The Dream」                                                      | ゲーム『アイドルマスター SideM』関連曲                                                       |
| 2017年2月1日   | Beyond The Dream                                                                                 | 315プロダクション所属アイドル（フィジカル） | 「Beyond The Dream」                                                      | ゲーム『アイドルマスター SideM』関連曲                                                       |
| 2017年2月10日  | THE IDOLM@STER SideM 2nd ANNIVERSARY SOLO COLLECTION                                             | 天道輝（仲村宗悟） | 「MOON NIGHTのせいにして」                                                | ゲーム『アイドルマスター SideM』関連曲                                                       |
| 2017年5月26日  | SQ ユニットソング「表裏」シリーズ『表QUELL』                                                     | QUELL | 「WING」                                                                  | 『SQ』関連曲                                                                                 |
| 2017年6月30日  | SQ QUELL vol.2 「I saw a rainbow」                                                               | QUELL | 「Seafloor」 「砕かれた霞」 「蒼い水」                                    | 『SQ』関連曲                                                                                 |
| 2017年7月28日  | SQ X Lied vol.3 里津花&壱星                                                                      | 久我壱星（仲村宗悟） | 「星空」                                                                  | 『SQ』関連曲                                                                                 |
| 2017年8月25日  | SQ ユニットソング「表裏」シリーズ『裏QUELL』                                                     | QUELL | 「NEMOPHILA」                                                             | 『SQ』関連曲                                                                                 |
| 2017年10月20日 | Because you are                                                                                  | QUELL | 「Because you are」                                                       | テレビアニメ『TSUKIPRO THE ANIMATION』主題歌                                                 |
| 2017年11月15日 | THE IDOLM@STER SideM ANIMATION PROJECT 01「Reason‼」                                             | 315 STARS（DRAMATIC STARS、Beit、S.E.M、High×Joker、W、Jupiter） | 「Reason‼」                                                               | テレビアニメ『アイドルマスター SideM』オープニングテーマ                                     |
| 2017年11月15日 | THE IDOLM@STER SideM ANIMATION PROJECT 01「Reason‼」                                             | DRAMATIC STARS、S.E.M、Jupiter | 「流星PARADE」                                                            | テレビアニメ『アイドルマスター SideM』エンディングテーマ                                     |
| 2017年12月27日 | アイドルマスター SideM BD・DVD第1巻特典CD「315 St@rry Collaboration 01 〜DRAMATIC STARS&Beit〜」 | DRAMATIC STARS、Beit | 「冬の日のエトランゼ」                                                    | テレビアニメ『アイドルマスター SideM』関連曲                                                 |
| 2017年12月27日 | アイドルマスター SideM BD・DVD第1巻特典CD「315 St@rry Collaboration 01 〜DRAMATIC STARS&Beit〜」 | DRAMATIC STARS | 「サ・ヨ・ナ・ラ Summer Holiday」                                         | テレビアニメ『アイドルマスター SideM』関連曲                                                 |
| 2018年1月17日  | THE IDOLM@STER SideM ANIMATION PROJECT 07「ARRIVE TO STAR」                                      | DRAMATIC STARS | 「ARRIVE TO STAR」                                                        | テレビアニメ『アイドルマスター SideM』エンディングテーマ                                     |
| 2018年1月17日  | THE IDOLM@STER SideM ANIMATION PROJECT 07「ARRIVE TO STAR」                                      | DRAMATIC STARS | 「Reason!!」                                                              | テレビアニメ『アイドルマスター SideM』関連曲                                                 |
| 2018年1月26日  | TSUKIPRO THE ANIMATION BD・DVD第2巻特典CD                                                        | QUELL | 「小さな世界」                                                            | テレビアニメ『TSUKIPRO THE ANIMATION』エンディングテーマ                                     |
| 2018年1月31日  | THE IDOLM@STER SideM ANIMATION PROJECT 08「GLORIOUS RO@D」                                       | 315 STARS（DRAMATIC STARS、Beit、S.E.M、High×Joker、Jupiter） | 「Beyond The Dream（第2話 Ver）」                                         | テレビアニメ『アイドルマスター SideM』エンディングテーマ                                     |
| 2018年1月31日  | THE IDOLM@STER SideM ANIMATION PROJECT 08「GLORIOUS RO@D」                                       | 315 STARS（DRAMATIC STARS、Beit、S.E.M、High×Joker、W、Jupiter） | 「DRIVE A LIVE（第13話 Ver）」                                            | テレビアニメ『アイドルマスター SideM』エンディングテーマ                                     |
| 2018年1月31日  | THE IDOLM@STER SideM ANIMATION PROJECT 08「GLORIOUS RO@D」                                       | 315 STARS（DRAMATIC STARS、Beit、S.E.M、High×Joker、W、Jupiter） | 「GLORIOUS RO@D」                                                         | テレビアニメ『アイドルマスター SideM』挿入歌                                                 |
| 2018年3月23日  | TSUKIPRO THE ANIMATION BD・DVD第4巻特典CD                                                        | QUELL | 「Above the best」                                                        | テレビアニメ『TSUKIPRO THE ANIMATION』エンディングテーマ                                     |
| 2018年3月23日  | SQ QUELL 花鳥風月「花」編                                                                        | 久我壱星（仲村宗悟） | 「あなたの花」                                                            | 『SQ』関連曲                                                                                 |
| 2018年5月9日   | THE IDOLM@STER SideM WORLD TRE@SURE 01                                                           | 天道輝（仲村宗悟）、握野英雄（熊谷健太郎）、紅井朱雀（益山武明）、葛之葉雨彦（笠間淳）                                                                                   | 「永遠なる四銃士」 「MEET THE WORLD!（FRANCE Ver.）」                     | ゲーム『アイドルマスター SideM LIVE ON ST@GE!』関連曲                                        |
| 2018年5月18日  | TSUKIPRO THE ANIMATION BD・DVD第6巻特典CD                                                        | QUELL | 「ありがとう」                                                            | テレビアニメ『TSUKIPRO THE ANIMATION』エンディングテーマ                                     |
| 2018年6月15日  | TSUKIPRO THE ANIMATION BD・DVD第7巻特典CD                                                        | SOARA、Growth、SolidS、QUELL | 「Dear Dreamer,」                                                         | テレビアニメ『TSUKIPRO THE ANIMATION』エンディングテーマ                                     |
| 2018年6月27日  | アイドルマスター SideM BD・DVD第7巻特典CD PASSION of the PASSION Sound Disc                      | 天道輝（仲村宗悟）、ピエール（堀江瞬）、渡辺みのり（高塚智人）、伊瀬谷四季（野上翔）、蒼井享介（山谷祥生）、硲道夫（伊東健人）、若里春名（白井悠介）、舞田類（榎木淳弥） | 「315 Steelo!」                                                           | OVA『アイドルマスター SideM』挿入歌                                                          |
| 2018年9月28日  | SQ QUELL RE:START シリーズ2                                                                      | 久我壱星（仲村宗悟）、久我壱流（野上翔） | 「Blue Fire Crater」                                                      | 『SQ』関連曲                                                                                 |
| 2018年10月31日 | キャラバンストーリーズ オリジナル・サウンドトラック Vol.5                                        | サーヴェイン（仲村宗悟） | 「賢王奇譚 望月の幕 序章」                                                | ゲーム『CARAVAN STORIES』劇中歌                                                              |
| 2018年11月14日 | THE IDOLM@STER SideM WakeMini! MUSIC COLLECTION 01                                               | 315 STARS（フィジカル Ver.） | 「LET'S GO!!」                                                            | テレビアニメ『アイドルマスター SideM 理由あってMini!』エンディングテーマ                     |
| 2018年11月30日 | SQ QUELL RE:START シリーズ3                                                                      | QUELL | 「Angel's Ladder」                                                        | 『SQ』関連曲                                                                                 |
| 2019年1月25日  | SQ QUELL RE:START シリーズ4                                                                      | 久我壱星（仲村宗悟）、和泉柊羽（武内駿輔） | 「Diamond Dust」                                                          | 『SQ』関連曲                                                                                 |
| 2019年3月15日  | THE IDOLM@STER SideM WakeMini! SOLO COLLECTION 01 PHYSICAL Ver.                                  | 天道輝（仲村宗悟） | 「LET'S GO!!」                                                            | テレビアニメ『アイドルマスター SideM 理由あってMini!』関連曲                                 |
| 2019年3月27日  | 音戯の譜〜CHRONICLE〜 Liberty                                                                    | モモセ（仲村宗悟） | 「Liberty」 「Imperfect」                                                 | 『音戯の譜〜CHRONICLE〜』関連曲                                                              |
| 2019年4月26日  | SQ QUELL RE:START シリーズ6                                                                      | QUELL | 「Double Shooting Stars」                                                 | 『SQ』関連曲                                                                                 |
| 2019年5月10日  | THE IDOLM@STER SideM 4th ANNIVERSARY DISC「LIVE in your SMILE / DREAM JOURNEY」                  | DRAMATIC STARS、Jupiter、Beit、High×Joker、Café Parade、もふもふえん、F-LAGS                                                                                             | 「DREAM JOURNEY」                                                         | ゲーム『アイドルマスター SideM』関連曲                                                       |
| 2019年9月27日  | SQ「CARDS」シリーズ1巻 QUELL「CLUB」                                                             | QUELL | 「Club the Cage」 「水性のクローバー」                                    | 『SQ』関連曲                                                                                 |
| 2019年11月6日  | 厨病激発ボーイ                                                                                   | 皆神高校ヒーロー部 | 「厨病激発ボーイ」                                                        | テレビアニメ『厨病激発ボーイ』オープニングテーマ                                             |
| 2019年11月6日  | 音戯の譜 〜CHRONICLE〜 2nd series 対盤編 自戯言/Keep on.../輪廻の軛                              | モモセ（仲村宗悟） | 「Keep on...」                                                            | 『音戯の譜〜CHRONICLE〜』関連曲                                                              |
| 2019年12月18日 | THE IDOLM@STER SideM 5th ANNIVERSARY DISC 01 PRIDE STAR                                          | 315 ALLSTARS | 「PRIDE STAR」 「DRIVE A LIVE」 「Reason!!」 「GLORIOUS RO@D」            | ゲーム『アイドルマスター SideM』関連曲                                                       |
| 2020年1月22日  | 厨病激発ボーイ オリジナルサウンドトラック                                                        | 皆神高校ヒーロー部 | 「青春症候群」                                                            | テレビアニメ『厨病激発ボーイ』関連曲                                                         |
| 2020年1月22日  | THE IDOLM@STER SideM 5th ANNIVERSARY DISC 02 DRAMATIC STARS&神速一魂&F-LAGS                      | DRAMATIC STARS | 「ASTERISK」                                                              | ゲーム『アイドルマスター SideM』関連曲                                                       |
| 2020年1月22日  | THE IDOLM@STER SideM 5th ANNIVERSARY DISC 02 DRAMATIC STARS&神速一魂&F-LAGS                      | DRAMATIC STARS、神速一魂、F-LAGS | 「Fine Day! Find Way!」                                                   | ゲーム『アイドルマスター SideM』関連曲                                                       |
| 2020年3月6日   | THE IDOLM@STER SideM 5th ANNIVERSARY UNIT COLLECTION -PRIDE STAR-                                | DRAMATIC STARS | 「PRIDE STAR」                                                            | ゲーム『アイドルマスター SideM』関連曲                                                       |
| 2020年7月31日  | SQ「CARDS」シリーズ 3巻 QUELL「HEART」                                                           | QUELL | 「Love You Forever」 「愛の希望」                                         | 『SQ』関連曲                                                                                 |
| 2020年8月26日  | THE IDOLM@STER SideM 5th ANNIVERSARY SOLO COLLECTION 01                                          | 天道輝（仲村宗悟） | 「ASTERISK」                                                              | ゲーム『アイドルマスター SideM』関連曲                                                       |
| 2020年8月28日  | Dear Dreamer, ver.QUELL                                                                          | QUELL | 「Dear Dreamer,」                                                         | テレビアニメ『TSUKIPRO THE ANIMATION』関連曲                                                 |
| 2020年9月30日  | なんどでも笑おう                                                                                 | THE IDOLM@STER FIVE STARS!!! | 「なんどでも笑おう」                                                      | 「アイドルマスターシリーズ」関連曲                                                           |
| 2020年9月30日  | なんどでも笑おう【SideM盤】                                                                      | 315 STARS | 「なんどでも笑おう」                                                      | 「アイドルマスターシリーズ」関連曲                                                           |
| 2020年9月30日  | なんどでも笑おう【SideM盤】                                                                      | 天道輝（仲村宗悟） | 「なんどでも笑おう」                                                      | 「アイドルマスターシリーズ」関連曲                                                           |
| 2020年10月30日 | SQ Neo X Lied vol.1 志季&壱星                                                                    | 篁志季（江口拓也）、久我壱星（仲村宗悟） | 「ONE WILL」                                                              | 『SQ』関連曲                                                                                 |
| 2020年12月23日 | スローダウン                                                                                     | シドウ（仲村宗悟） | 「スローダウン」 「ライアーダンス」                                       | 『MILGRAM -ミルグラム-』関連曲                                                               |
| 2021年2月7日   | THE IDOLM@STER SideM UNIT COLLECTION -MEET THE WORLD!-                                           | 315 ALLSTARS | 「MEET THE WORLD!」                                                       | ゲーム『アイドルマスター SideM』関連曲                                                       |
| 2021年2月7日   | THE IDOLM@STER SideM UNIT COLLECTION -MEET THE WORLD!-                                           | DRAMATIC STARS | 「MEET THE WORLD!」                                                       | ゲーム『アイドルマスター SideM』関連曲                                                       |
| 2021年2月24日  | 音戯の譜 〜CHRONICLE〜 2nd series 対盤編 終止符をこの手に                                        | 音戯の譜〜CHRONICLE〜 ALL STARS | 「終止符をこの手に」                                                      | 『音戯の譜〜CHRONICLE〜』関連曲                                                              |
| 2021年3月3日   | THE IDOLM@STER SideM NEW STAGE EPISODE:12 DRAMATIC STARS                                         | DRAMATIC STARS | 「GOOD NEW MORNING」 「NEXT STAGE!」                                      | ゲーム『アイドルマスター SideM』関連曲                                                       |
| 2021年5月21日  | アオペラ -aoppella!?-                                                                            | FYA'M' | 「Think About U」                                                         | 『アオペラ -aoppella!?-』関連曲                                                              |
| 2021年7月9日   | YOUR FREEDOM                                                                                     | QUELL | 「YOUR FREEDOM」                                                          | テレビアニメ『TSUKIPRO THE ANIMATION 2』主題歌                                               |
| 2021年7月28日  | THE IDOLM@STER POPLINKS POPLINKS TUNE!!!!!                                                       | 天海春香（中村繪里子）、島村卯月（大橋彩香）、春日未来（山崎はるか）、天道輝（仲村宗悟）、櫻木真乃（関根瞳）                                                             | 「POP LINKS TUNE!!!!!」                                                   | ゲーム『アイドルマスター ポップリンクス』テーマ曲                                            |
| 2021年7月28日  | THE IDOLM@STER POPLINKS POPLINKS TUNE!!!!!                                                       | 天道輝（仲村宗悟） | 「POP LINKS TUNE!!!!!」                                                   | ゲーム『アイドルマスター ポップリンクス』テーマ曲                                            |
| 2021年9月24日  | アオペラ -aoppella!?-2                                                                           | FYA'M' | 「Come on up, Baby」                                                      | 『アオペラ -aoppella!?-』関連曲                                                              |
| 2021年9月29日  | THE IDOLM@STER SideM GROWING SIGN@L 01 Growing Smiles!                                           | 315 ALLSTARS | 「Growing Smiles!」 「DRIVE A LIVE」 「Beyond The Dream」 「NEXT STAGE!」 | ゲーム『アイドルマスター SideM GROWING STARS』関連曲                                         |
| 2021年10月6日  | 6つのカケラ                                                                                      | 折川悠李（仲村宗悟）、峰岸忍（増田俊樹）、加賀谷晴輝（古川慎）、四ノ森明希人（西山宏太朗）、郡司薫（斉藤壮馬）、佐山正宗（江口拓也）                                     | 「6つのカケラ」                                                           | ボイスドラマ『メゾン ハンダース』主題歌                                                      |
| 2021年10月6日  | 6つのカケラ                                                                                      | 折川悠李（仲村宗悟） | 「結晶」                                                                  | ボイスドラマ『メゾン ハンダース』挿入歌                                                      |
| 2021年11月26日 | TSUKIPRO THE ANIMATION2 BD・DVD第1巻特典CD                                                       | QUELL | 「僕を誘う声」                                                            | テレビアニメ『TSUKIPRO THE ANIMATION2』エンディングテーマ                                    |
| 2021年12月22日 | Sunrise                                                                                          | unknown order | 「Sunrise」 「All One Knows」                                             | 『Live us』関連曲                                                                            |
| 2022年1月8日   | THE IDOLM@STER SideM UNIT COLLECTION -Growing Smiles!-                                           | DRAMATIC STARS | 「Growing Smiles!」                                                       | ゲーム『アイドルマスター SideM GROWING STARS』関連曲                                         |
| 2022年2月10日  | アオペラ -aoppella!?-3                                                                           | FYA'M' | 「Let it snow, Let it snow, Let it snow」                                 | 『アオペラ -aoppella!?-』関連曲                                                              |
| 2022年2月25日  | TSUKIPRO THE ANIMATION2 BD・DVD第4巻特典CD                                                       | 衛藤昂輝（土岐隼一）、藤村衛（寺島惇太）、久我壱星（仲村宗悟）、久我壱流（野上翔）                                                                                       | 「月野夏夢祭」                                                            | テレビアニメ『TSUKIPRO THE ANIMATION2』エンディングテーマ                                    |
| 2022年3月12日  | THE IDOLM@STER SideM PASSION@TE FORMATION -PHYSICAL-                                             | 315 STARS（フィジカルVer.） | 「RED HOT BEAT!!」                                                        | ゲーム『アイドルマスター SideM GROWING STARS』関連曲                                         |
| 2022年3月12日  | THE IDOLM@STER SideM PASSION@TE FORMATION -PHYSICAL-                                             | 天道輝（仲村宗悟） | 「RED HOT BEAT!!」                                                        | ゲーム『アイドルマスター SideM GROWING STARS』関連曲                                         |
| 2022年3月25日  | TSUKIPRO THE ANIMATION2 BD・DVD第5巻特典CD                                                       | QUELL | 「夜通しの黙考」                                                          | テレビアニメ『TSUKIPRO THE ANIMATION2』エンディングテーマ                                    |
| 2022年6月15日  | アオペラ -aoppella!?- 1st ALBUM -A-                                                              | リルハピ、FYA'M' | 「アオペラの「ア」-introduction song-」                                   | 『アオペラ -aoppella!?-』関連曲                                                              |
| 2022年6月15日  | アオペラ -aoppella!?- 1st ALBUM -A-                                                              | FYA'M' | 「Follow Me」                                                             | 『アオペラ -aoppella!?-』関連曲                                                              |
| 2022年9月16日  | アオペラ -aoppella!?-4                                                                           | FYA'M' | 「Voice, Heart, Body & Soul」                                             | 『アオペラ -aoppella!?-』関連曲                                                              |
| 2022年11月23日 | 永久少年 Eternal Boys ステージ1                                                                  | Story of Love | 「FRIENDS」                                                               | テレビアニメ『永久少年 Eternal Boys』エンディングテーマ                                      |
| 2022年12月7日  | THE IDOLM@STER SideM GROWING SIGN@L 14 DRAMATIC STARS                                            | DRAMATIC STARS | 「Change to Chance」 「Rainy Memories」                                   | ゲーム『アイドルマスター SideM GROWING STARS』関連曲                                         |
| 2022年12月14日 | ブルーロック キャラクターソングミニアルバム vol.1                                                | TEAM Z | 「The Last One」                                                          | テレビアニメ『ブルーロック』関連曲                                                           |
| 2022年12月14日 | ブルーロック キャラクターソングミニアルバム vol.1                                                | 潔世一（浦和希）、我牙丸吟（仲村宗悟）、成早朝日（梶田大嗣）、五十嵐栗夢（市川蒼）                                                                                       | 「暴風とプロメテウス」                                                    | テレビアニメ『ブルーロック』関連曲                                                           |
| 2022年12月21日 | THE IDOLM@STER SideM GROWING SIGN@L 15 Take a StuMp!                                             | 315 ALLSTARS | 「Take a StuMp!」                                                         | ゲーム『アイドルマスター SideM GROWING STARS』関連曲                                         |
| 2022年12月21日 | THE IDOLM@STER SideM GROWING SIGN@L 15 Take a StuMp!                                             | 315 STARS | 「True Horizon」                                                          | ゲーム『アイドルマスター SideM GROWING STARS』関連曲                                         |
| 2023年1月25日  | 永久少年 Eternal Boys ステージ2                                                                  | Story of Love | 「PERFECT WORLD」                                                         | テレビアニメ『永久少年 Eternal Boys』関連曲                                                  |
| 2023年1月31日  | マガツノート 1stアルバム 魂響                                                                    | MAD FANG | 「惡鬼招雷＜CHARACTER ver＞」                                             | 『マガツノート』関連曲                                                                       |
| 2023年2月11日  | THE IDOLM@STER SideM UNIT COLLECTION -Take a StuMp!-                                             | DRAMATIC STARS | 「Take a StuMp!」                                                         | ゲーム『アイドルマスター SideM GROWING STARS』関連曲                                         |
| 2023年3月22日  | 永久少年 Eternal Boys ステージ3                                                                  | Story of Love | 「Story of Love」                                                         | テレビアニメ『永久少年 Eternal Boys』エンディングテーマ                                      |
| 2023年4月21日  | アオペラ -aoppella!?-5                                                                           | FYA'M' | 「カラフル」                                                              | 『アオペラ -aoppella!?-』関連曲                                                              |
| 2023年7月26日  | CRYST@LOUD                                                                                       | 天海春香（中村繪里子）、渋谷凛（福原綾香）、伊吹翼（Machico）、天道輝（仲村宗悟）、八宮めぐる（峯田茉優）                                                                | 「CRYST@LOUD」                                                            | ライブイベント『THE IDOLM@STER M@STERS OF IDOL WORLD!!!!! 2023』テーマソング                 |
| 2023年7月26日  | CRYST@LOUD                                                                                       | 天道輝（仲村宗悟） | 「CRYST@LOUD」                                                            | ライブイベント『THE IDOLM@STER M@STERS OF IDOL WORLD!!!!! 2023』テーマソング                 |
| 2023年9月27日  | THE IDOLM@STER SideM 49 ELEMENTS 16 DRAMATIC STARS                                               | DRAMATIC STARS | 「S!T!A!R!ting」                                                          | ゲーム『アイドルマスター SideM GROWING STARS』関連曲                                         |
| 2023年9月27日  | THE IDOLM@STER SideM 49 ELEMENTS 16 DRAMATIC STARS                                               | 天道輝（仲村宗悟） | 「Beginning Tomorrow」                                                    | ゲーム『アイドルマスター SideM GROWING STARS』関連曲                                         |
| 2023年9月27日  | アオペラ -aoppella!?-5.5                                                                         | リルハピ、FYA'M'、VadLip | 「5+6+6=Voice to Voice」                                                  | 『アオペラ -aoppella!?-』関連曲                                                              |
| 2023年9月27日  | アオペラ -aoppella!?-5.5                                                                         | FYA'M' | 「5+6+6=Voice to Voice -Do The FYA'M'-」                                  | 『アオペラ -aoppella!?-』関連曲                                                              |
| 2023年10月4日  | THE IDOLM@STER SideM F＠NTASTIC COMBINATION〜BRAINPOWER!!〜 DRAMATIC STARS                       | DRAMATIC STARS、S.E.M | 「Dramatic Anthem」 「DRIVE A LIVE」                                      | ライブイベント『315 Production presents F＠NTASTIC COMBINATION LIVE 〜BRAINPOWER!!〜』関連曲 |
| 2023年10月4日  | THE IDOLM@STER SideM F＠NTASTIC COMBINATION〜BRAINPOWER!!〜 DRAMATIC STARS                       | DRAMATIC STARS | 「Study Equal Magic!」                                                    | ライブイベント『315 Production presents F＠NTASTIC COMBINATION LIVE 〜BRAINPOWER!!〜』関連曲 |
| 2023年10月4日  | THE IDOLM@STER SideM F＠NTASTIC COMBINATION〜BRAINPOWER!!〜 S.E.M                                | DRAMATIC STARS、S.E.M | 「Beyond The Dream」                                                      | ライブイベント『315 Production presents F＠NTASTIC COMBINATION LIVE 〜BRAINPOWER!!〜』関連曲 |
| 2023年10月28日 | THE IDOLM@STER SideM GROWING SIGN@L SOLO COLLECTION 03                                           | 天道輝（仲村宗悟） | 「Change to Chance」                                                      | ゲーム『アイドルマスター SideM GROWING STARS』関連曲                                         |
| 2023年10月28日 | THE IDOLM@STER SideM 8th STAGE THEME SONG「Hands & Claps!」                                      | 315 ALLSTARS | 「Hands & Claps!」                                                        | ライブイベント『THE IDOLM@STER SideM 8th STAGE 〜ALL H@NDS TOGETHER〜』テーマソング          |
| 2023年10月28日 | THE IDOLM@STER SideM 8th STAGE THEME SONG「Hands & Claps!」                                      | 315 STARS（フィジカルVer.） | 「Hands & Claps!」                                                        | ライブイベント『THE IDOLM@STER SideM 8th STAGE 〜ALL H@NDS TOGETHER〜』テーマソング          |
| 2024年12月11日 | アイ NEED YOU（FOR WONDERFUL STORY）【SideM盤】                                                  | THE IDOLM@STER BRILLIANT STARS | 「アイ NEED YOU（FOR WONDERFUL STORY）」                                  | 「アイドルマスターシリーズ」20周年記念楽曲                                                   |
| 2024年12月11日 | アイ NEED YOU（FOR WONDERFUL STORY）【SideM盤】                                                  | 315 STARS | 「アイ NEED YOU（FOR WONDERFUL STORY）」                                  | 「アイドルマスターシリーズ」20周年記念楽曲                                                   |
| 2024年12月11日 | アイ NEED YOU（FOR WONDERFUL STORY）【SideM盤】                                                  | 天道輝（仲村宗悟） | 「アイ NEED YOU（FOR WONDERFUL STORY）」                                  | 「アイドルマスターシリーズ」20周年記念楽曲                                                   |

### その他参加作品
| 発売日         | 商品名                                                             | 歌 | 楽曲                                      | 備考                                                              |
| -------------- | ------------------------------------------------------------------ | --- | ----------------------------------------- | ----------------------------------------------------------------- |
| 2017年5月17日  | Playing The World                                                  | オーイシマサヨシ（OxT）、KISHOW（GRANRODEO）、鈴木このみ、茅原実里、TRUE、DRAMATIC STARS、中島愛、南條愛乃（fripSide）、羽多野渉、春奈るな、Pyxis、早見沙織、Machico、Minami、三森すずこ                     | 「Playing The World」                     | ライブイベント『Animelo Summer Live 2017 -THE CARD-』テーマソング |
| 2017年12月20日 | POWER                                                              | 仲村宗悟 | 「ウルトラマンレオ」 「MACのマーチ」      |                                                                   |
| 2018年5月16日  | Stand by...MUSIC!!!                                                | アイドルマスター SideM、アイドルマスター ミリオンライブ！ ミリオンスターズ、亜咲花、伊藤美来、内田彩、内田真礼、オーイシマサヨシ、GRANRODEO（KISHOW）、鈴木このみ、鈴木みのり、竹達彩奈、TRUE、fhána、悠木碧 | 「Stand by...MUSIC!!!」                   | ライブイベント『Animelo Summer Live 2018 "OK!"』テーマソング      |
| 2019年5月17日  | CROSSING STORIES                                                   | 奥井雅美、Minami、ZAQ、TRUE、三森すずこ、オーイシマサヨシ、鈴木このみ、仲村宗悟 | 「ONENESS (15th Stories)」                | ライブイベント『Animelo Summer Live 2019 -STORY-』関連曲          |
| 2019年5月22日  | ネヴァーランド/Voice Actor×売野雅勇                                | 仲村宗悟 | 「ワンダフォー！」                        |                                                                   |
| 2019年11月5日  | GO5!GOALOUS5!                                                      | GOALOUS5 | 「GO5!GOALOUS5!」 「Let's GOALOUS5!!」    | 『GOALOUS5』テーマソング                                          |
| 2020年6月12日  | なんてカラフルな世界！                                             | オーイシマサヨシ（OxT）、KISHOW（GRANRODEO）、i☆Ris、亜咲花、雨宮天、東山奈央、幹葉（スピラ・スピカ）、鈴木愛奈、仲村宗悟、伊藤昌弘（Argonavis）                                                             | 「なんてカラフルな世界！」                | ライブイベント『Animelo Summer Live 2020 -COLORS-』テーマソング   |
| 2020年11月25日 | 5 AHEAD!                                                           | GOALOUS5 | 「5 AHEAD!」 「RosyBeat」                 | 『GOALOUS5』テーマソング                                          |
| 2021年2月24日  | Disney 声の王子様 Voice Stars Dream Selection III                  | 仲村宗悟 | 「アンダー・ザ・シー」                    |                                                                   |
| 2021年2月24日  | Disney 声の王子様 Voice Stars Dream Selection III                  | 伊東健人、植田圭輔、浦田わたる、太田基裕、岡宮来夢、木村良平、島﨑信長、仲田博喜、仲村宗悟、三浦宏規、森久保祥太郎、加藤和樹、浪川大輔                                                                       | 「小さな世界」 「ミッキーマウス・マーチ」 |                                                                   |
| 2021年2月24日  | Disney 声の王子様 Voice Stars Dream Selection III アニメイト特典CD | 仲村宗悟 | 「小さな世界」                            |                                                                   |
| 2021年11月19日 | Disney 声の王子様 Voice Stars Dream Live 2021 特典DISC3            | 太田基裕、仲村宗悟、森久保祥太郎 | 「いつか夢で」                            |                                                                   |
| 2021年11月19日 | Disney 声の王子様 Voice Stars Dream Live 2021 特典DISC3            | 伊東健人、植田圭輔、浦田わたる、太田基裕、岡宮来夢、木村良平、島﨑信長、仲田博喜、仲村宗悟、三浦宏規、森久保祥太郎                                                                                           | 「フィール・ザ・ラブ」                    |                                                                   |
| 2021年11月19日 | Disney 声の王子様 Voice Stars Dream Live 2021 アニメイト特典CD     | 仲村宗悟 | 「ミッキーマウス・マーチ」                |                                                                   |
| 2022年1月19日  | MIRAGE SHOW                                                        | GOALOUS5 | 「MIRAGE SHOW」 「Dreaming Time」         | 『GOALOUS5』テーマソング                                          |
| 2022年6月17日  | Sparkle                                                            | 愛美、伊藤美来、小笠原仁（GYROAXIA）、梶原岳人、鈴木愛理、DIALOGUE+、TrySail、仲村宗悟、花澤香菜、halca | 「Sparkle」                               | ライブイベント『Animelo Summer Live 2022 -Sparkle-』テーマソング  |
| 2023年4月26日  | CrosSing Collection vol.2                                          | 仲村宗悟 | 「リライト」                              | 『CrosSing - Music＆Voice-』関連曲                                |
| 2023年10月18日 | 「キリエのうた」オリジナル・サウンドトラック ～路花～              | 仲村宗悟 | 「Lazy」                                  | 映画『キリエのうた』劇中曲                                        |

## ライブ・イベント

### 単独ライブ
| ライブタイトル                           | 開催日                       | 会場                          |
| ---------------------------------------- | ---------------------------- | ----------------------------- |
| SHUGO NAKAMURA 1st LIVE TOUR 〜NATURAL〜 | 2021年10月23日               | BIGCAT（大阪府）              |
| SHUGO NAKAMURA 1st LIVE TOUR 〜NATURAL〜 | 2021年10月31日               | NAGOYA CLUB QUATTRO（愛知県） |
| SHUGO NAKAMURA 1st LIVE TOUR 〜NATURAL〜 | 2021年11月6日                | 仙台Darwin（宮城県）          |
| SHUGO NAKAMURA 1st LIVE TOUR 〜NATURAL〜 | 2021年11月14日               | 福岡DRUM LOGOS（福岡県）      |
| SHUGO NAKAMURA 1st LIVE TOUR 〜NATURAL〜 | 2021年11月23日               | KT Zepp Yokohama（神奈川県）  |
| SHUGO NAKAMURA 2nd LIVE TOUR 〜+ING〜    |                              |                               |
| 2022年4月30日                            | ダイアモンドホール（愛知県） |                               |
| 2022年5月4日                             | Zepp Fukuoka（福岡県）       |                               |
| 2022年5月7日                             | Zepp Namba（大阪府）         |                               |
| 2022年5月21日                            | 仙台GIGS（宮城県）           |                               |
| 2022年5月29日                            | Zepp Haneda（東京都）        |                               |
| SHUGO NAKAMURA 3rd LIVE TOUR 〜NOISE〜   |                              |                               |
| 2023年5月28日                            | Zepp Nagoya（愛知県）        |                               |
| 2023年6月4日                             | Zepp Haneda（東京都）        |                               |
| 2023年6月25日                            | Zepp Namba（大阪府）         |                               |
| 2023年9月16日（追加公演）                | LINE CUBE SHIBUYA（東京都）  |                               |

### 合同ライブ
| 出演日             | タイトル                                                            | 会場                                            |
| ------------------ | ------------------------------------------------------------------- | ----------------------------------------------- |
| 2019年11月28日     | Lantis New Generation LIVE                                          | TSUTAYA O-EAST（東京都）                        |
| 2019年12月7日・8日 | Original Entertainment Paradise -おれパラ- 2019 〜WA!!!!〜 神戸公演 | 神戸ワールド記念ホール（兵庫県）                |
| 2020年9月19日      | Original Entertainment Paradise ORE!!SUMMER 2020                    | 富士急ハイランド コニファーフォレスト（山梨県） |
| 2020年9月26日      | LisOeuf♪ Party 2020 -AUTUMN-                                        | パシフィコ横浜 国立大ホール（神奈川県）         |
| 2020年12月19日     | Original Entertainment Paradise -おれパラ- 2020 Be With             | 両国国技館（東京都）                            |
| 2021年1月30日      | ANIMAX MUSIX 2021 ONLINE supported by U-NEXT                        | 有明アリーナ（東京都）                          |
| 2021年2月13日      | オダイバ!!超次元音楽祭 -ヨコハマからハッピーバレンタインフェス2021- | ぴあアリーナMM (神奈川県)                       |
| 2021年4月11日      | Disney 声の王子様 Voice Stars Dream Live 2021                       | 神戸ワールド記念ホール（兵庫県）                |
| 2021年6月13日      | Disney 声の王子様 Voice Stars Dream Live 2021                       | ぴあアリーナMM（神奈川県）                      |
| 2021年8月29日      | Animelo Summer Live 2021 -COLORS-                                   | さいたまスーパーアリーナ（埼玉県）              |
| 2022年8月12日      | コカ・コーラ SUMMER STATION 音楽LIVE                                | 六本木ヒルズアリーナ（東京都）                  |
| 2022年8月26日      | Animelo Summer Live 2022 -Sparkle-                                  | さいたまスーパーアリーナ（埼玉県）              |
| 2023年1月28日      | リスアニ! LIVE 2023 SATURDAY STAGE                                  | 日本武道館（東京都）                            |
| 2023年8月26日      | Animelo Summer Live 2023 -AXEL-                                     | さいたまスーパーアリーナ（埼玉県）              |
| 2023年12月23日     | Original Entertainment Paradise -おれパラ- 2023 RIDE ON!!!!         | 両国国技館（東京都）                            |
| 2023年12月31日     | 第7回ももいろ歌合戦                                                 | 横浜アリーナ（神奈川県）                        |
| 2024年2月25日      | オダイバ!!超次元音楽祭フユフェス2024                                | ぴあアリーナMM（神奈川県）                      |
| 2024年5月3日       | Future Notes Fes -ANNIVERSARY SPECIAL-                              | Spotify O-WEST（東京都）                        |
| 2024年6月1日       | ASH DA HERO presents "GACHINKO"TOUR 2024                            | GORILLA HALL OSAKA（大阪府）                    |

## 書籍
- 『仲村宗悟1stフォトブック　しゅうご』（2019年7月28日、主婦の友インフォス）
- 『YOMIBITO MAGAZINE vol.9～仲村宗悟【朗読音声付き】』（2024年3月8日、ソニー・ミュージックエンタテインメント）[138] ※電子書籍のみ

## 連載
- 「仲村宗悟のいちゃりばちょーでー」（月刊音楽と人2022年5月号 - ）